# Hebe de Bonafini

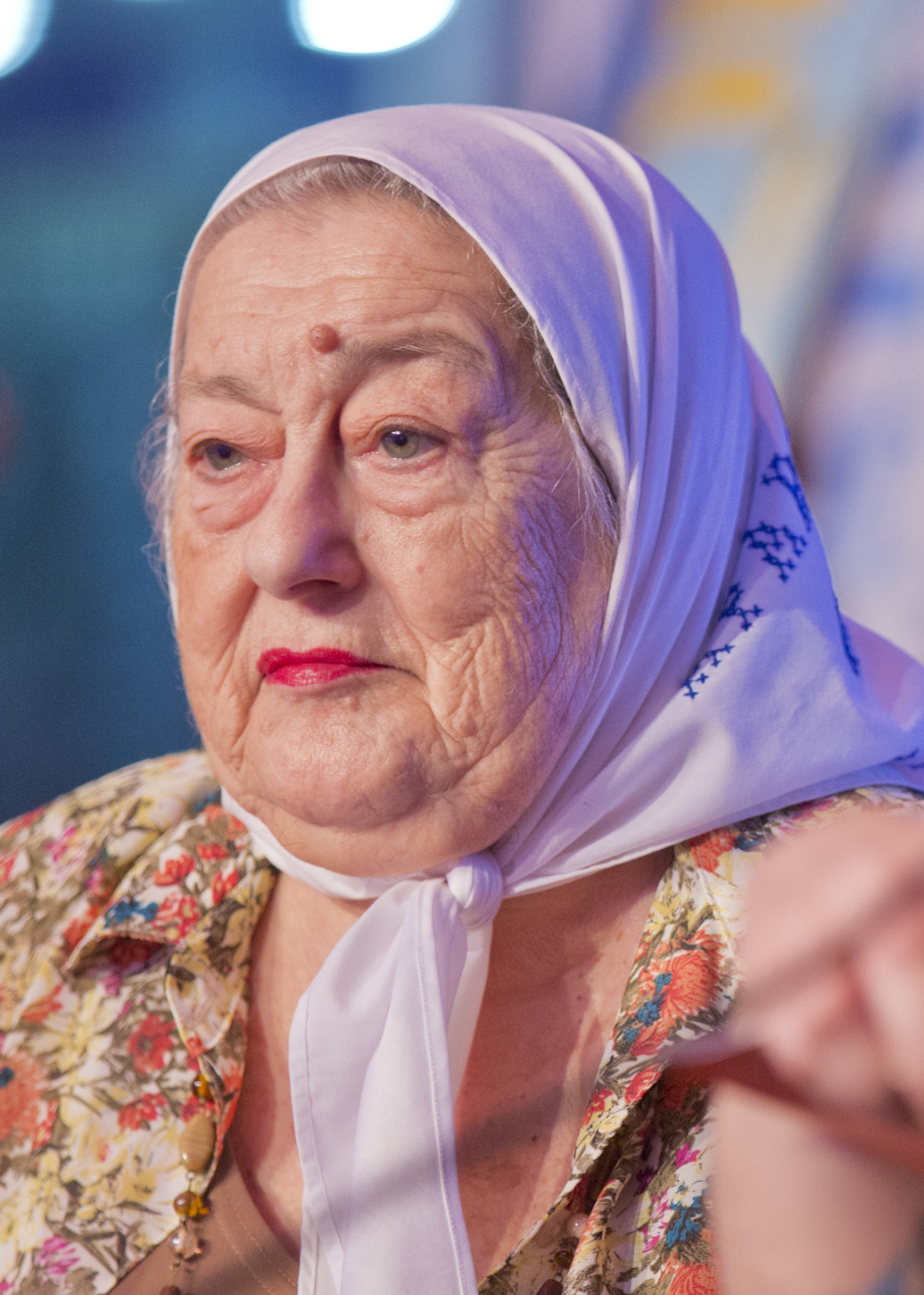
Hebe de Bonafini (2015)

Hebe Pastor de Bonafini (* 4. Dezember 1928 in La Plata; † 20. November 2022 ebenda) war eine der Gründerinnen und ab 1979 Präsidentin der argentinischen Menschenrechtsorganisation Madres de Plaza de Mayo („Mütter des Platzes der Mairevolution“), in der sich Frauen organisieren, deren Kinder unter der Militärdiktatur von 1976 bis 1983 unter zunächst ungeklärten Umständen „verschwanden“ (Desaparecidos).

## Leben und Wirken
In den 1970er Jahren war Bonafini Hausfrau und Mutter. Nachdem zwei ihrer Söhne und ihre Schwiegertochter der Praxis des Verschwindenlassens der argentinischen Militärdiktatur zum Opfer gefallen waren, begann sie, gemeinsam mit anderen Müttern verschwundener Kinder auf der Plaza de Mayo vor dem Präsidentenpalast zu protestieren. Ab 1979 war sie Präsidentin der „Madres de Plaza de Mayo“, die bis heute jeden Donnerstag protestieren.
Im Zuge ihres langjährigen Aktivismus konnte sie das Schicksal ihrer Kinder aufklären: Ihr älterer Sohn wurde gefoltert und ermordet, der jüngere starb im Konzentrationslager „La Cacha“ und die Schwiegertochter wurde erschossen. Die Täter wurden angezeigt; Bonafini erklärte, dass sie ihnen nie verzeihen werde.
Auch aufgrund von Bonafinis Führungsstil spaltete sich die Organisation „Madres de Plaza de Mayo“ 1986 in die Línea Fundadora (sinngemäß übersetzt: „in der Tradition der Gründerinnen“) und die in der Öffentlichkeit bekanntere, von Bonafini geführte Asociación Madres de Plaza de Mayo. Ulrich Brand schreibt:

„Die Madres der Asociación haben ein politischeres Verständnis von Geschichte, während die Gründerinnenlinie sich eher als ‚klassische‘ Menschenrechtsgruppe versteht und ihre legitimen Rechte einklagt. Die Mütter der Asociación kämpfen nicht nur gegen das Vergessen, sondern gegen einen gesellschaftlichen Zustand, der das Vergessen zuläßt.“

Bonafini war eine Vertraute der argentinischen Präsidenten Néstor Kirchner (2003–2007) und Cristina Fernández de Kirchner (2007–2015). Unter deren Präsidentschaften wuchs der Einfluss der von Bonafini geführten Organisation stark an.
Am 20. November 2022 verstarb Bonafini in einem Krankenhaus in La Plata. Der argentinische Präsident Alberto Fernández ordnete daraufhin eine dreitägige Staatstrauer an.

## Kontroversen
Nach den Terroranschlägen am 11. September 2001 sorgte Bonafini für Aufsehen, indem sie ihre Freude über den Anschlag ausdrückte und ihn als gerechtfertigte Rache verteidigte. Sie verteidigte zudem die kubanische Diktatur, die baskische Untergrundorganisation ETA und die kolumbianischen Guerilla FARC.
Nach dem Tod von Papst Johannes Paul II. im Jahr 2005 sagte Bonafini, er werde aufgrund seiner vielen Sünden in die Hölle kommen.
Bonafini wurde wegen Unregelmäßigkeiten bei der Finanzierung des Baus von Sozialwohnungen durch ein Programm der „Madres de Plaza de Mayo“ angeklagt; bei dem Projekt sollen Millionen unterschlagen worden sein. Bei einem der wöchentlichen Proteste auf der Plaza de Mayo stellten sich zehntausende Anhänger vor Bonafini, woraufhin ein Haftbefehl gegen sie 2016 fallengelassen wurde.

## Auszeichnungen
- 1988 Ehrendoktorwürde der Nationale Universität Córdoba[12]
- 1996 Honoris causa der Universität von Kalifornien
- 1999 UNESCO-Preis für Friedenserziehung
- 2006 Orden Nacional al Mérito von Ecuador[13]
- 2007 Honoris causa der Universität von Bologna
- 2010 Honoris causa der Experimental National University of the Yaracuy[14]
- 2010 Menschenrechtspreis der Argentinischen Feierlichkeiten zum 200. Jahrestag der Mai-Revolution[15]
- 2011 Rodolfo Walsh Menschenrechtspreis, Universidad Nacional de La Plata[16]
- 2013 Ehrenpreis des LRA Radio Nacional[17]
- 2013 Grifo d’Argento von Genua[18]